# Lago Viedma
El lago Viedma, lago Quicharre o lago Capar, tiene una longitud de aproximadamente 80 km,  y una anchura promedio de 15 km en el extremo sudoeste de la Argentina; es el más largo de los lagos argentinos formados por abrasión glacial. La extensión de su espejo de agua es de 1088 km².

## Geografía
Este lago es alimentado básicamente por el glaciar Viedma, ubicado en el extremo oeste, que mide 5 km de ancho y desciende desde el hielo continental patagónico, culminando en el lago, y por el río de las Vueltas, efluente del lago del Desierto. El lago tiene su afluencia en el río La Leona que lleva sus caudales al extremo oeste del lago Argentino.
En la embocadura del lago Viedma en el citado río La Leona se encuentran el Parador La Leona y los relictos del aike o parador aonikenk llamado Orr Aiken (= "Punta Parador"; es decir parador, o campamento, de la punta debido a las formaciones rocosas con forma de diente  o punta  -en genakenk: orr-), en el extremo este del lago se ubican la Estancia La Silesia, y el Hotel Punta del Lago , sobre la costa norte las estancias Punta del Lago (que no debe ser confundida con el hotel homónimo), Santa Margarita, San José (muy próxima a El Chaltén que se ubica casi al pie de la cordillera de los Andes), mientras que en la costa sur se ubican las estancias Santa Teresita y Helsingfors.

## Historia
A la llegada de los europeos, el territorio estaba poblado por los aonikenk (patagones meridionales o tehuelches meridionales) quienes llamaban a este lago Capar o Copar (palabra que alude a la planta nabiza frecuente en algunas de sus orillas). Su nombre se debe a la expedición de 1782 realizada por Antonio de Viedma en tiempos del virreinato del Río de La Plata, quien partiendo de Nueva Población y Fuerte de Floridablanca, remontó el río Santa Cruz y sus afluentes.A fines del siglo XIX se destacan las expediciones del explorador argentino Perito Moreno.
Desde 1945 existe el parque nacional Los Glaciares, declarado por la UNESCO en 1981 Patrimonio de la Humanidad.

## Imágenes

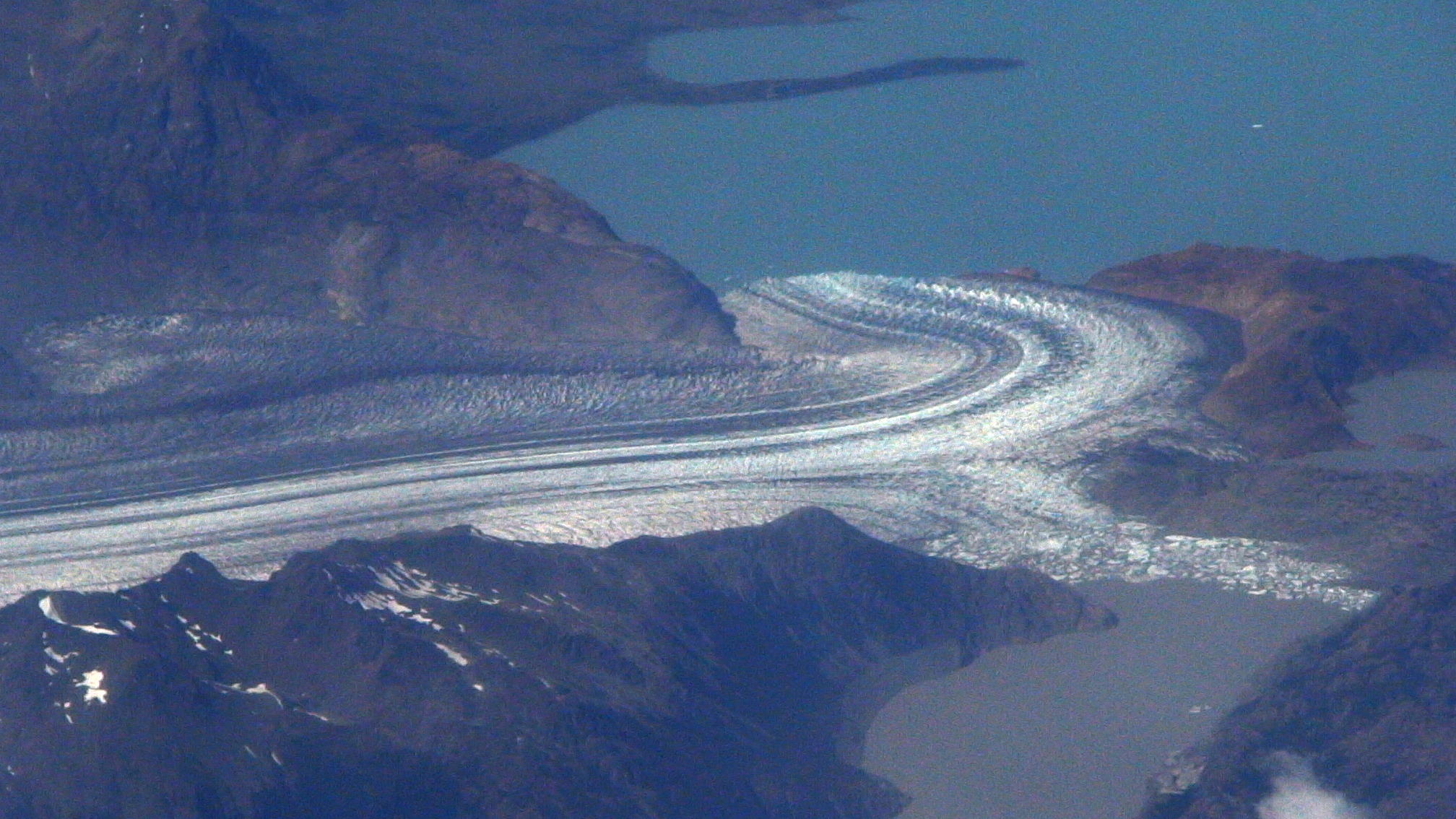
El glaciar Viedma y el lago.
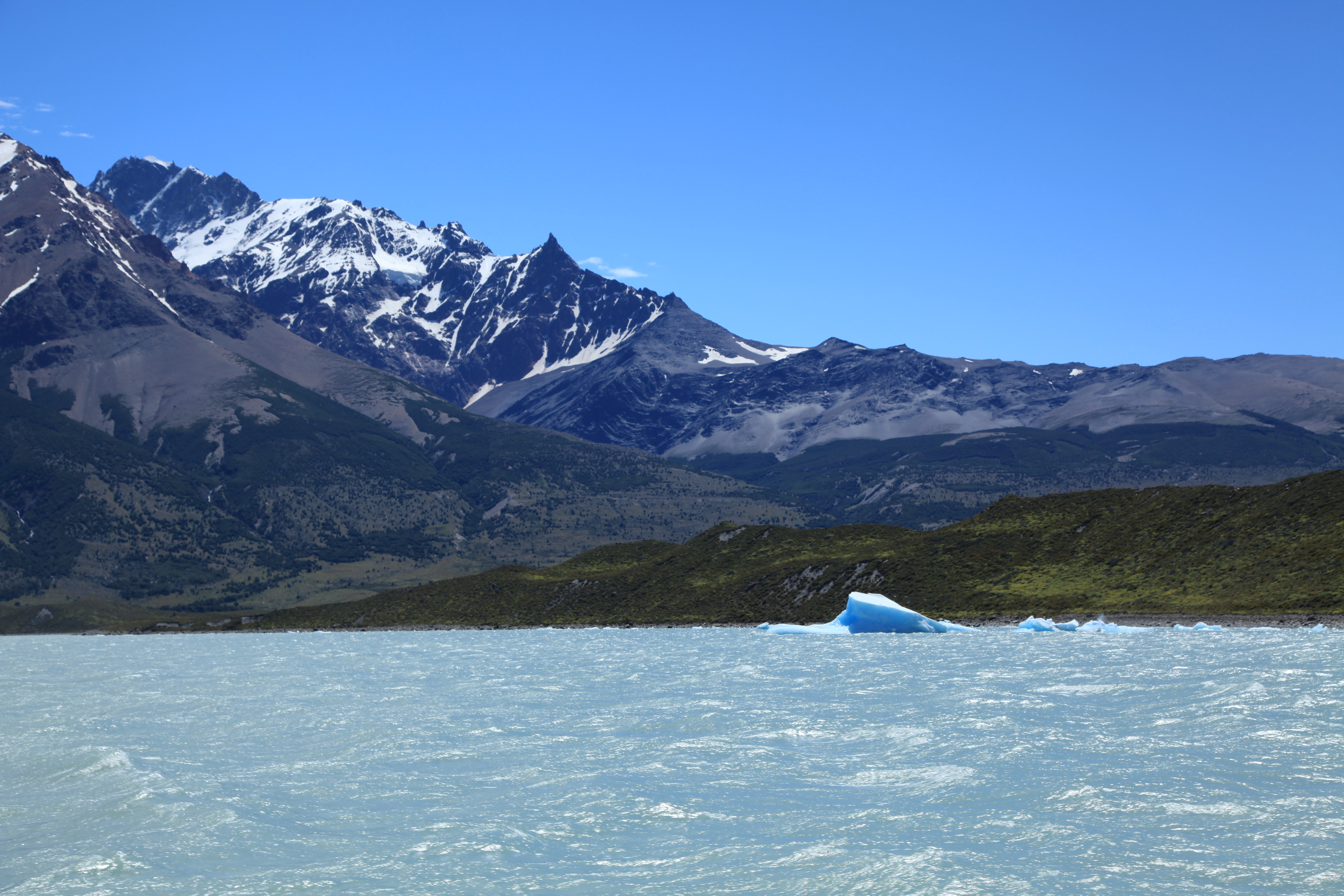
Iceberg.
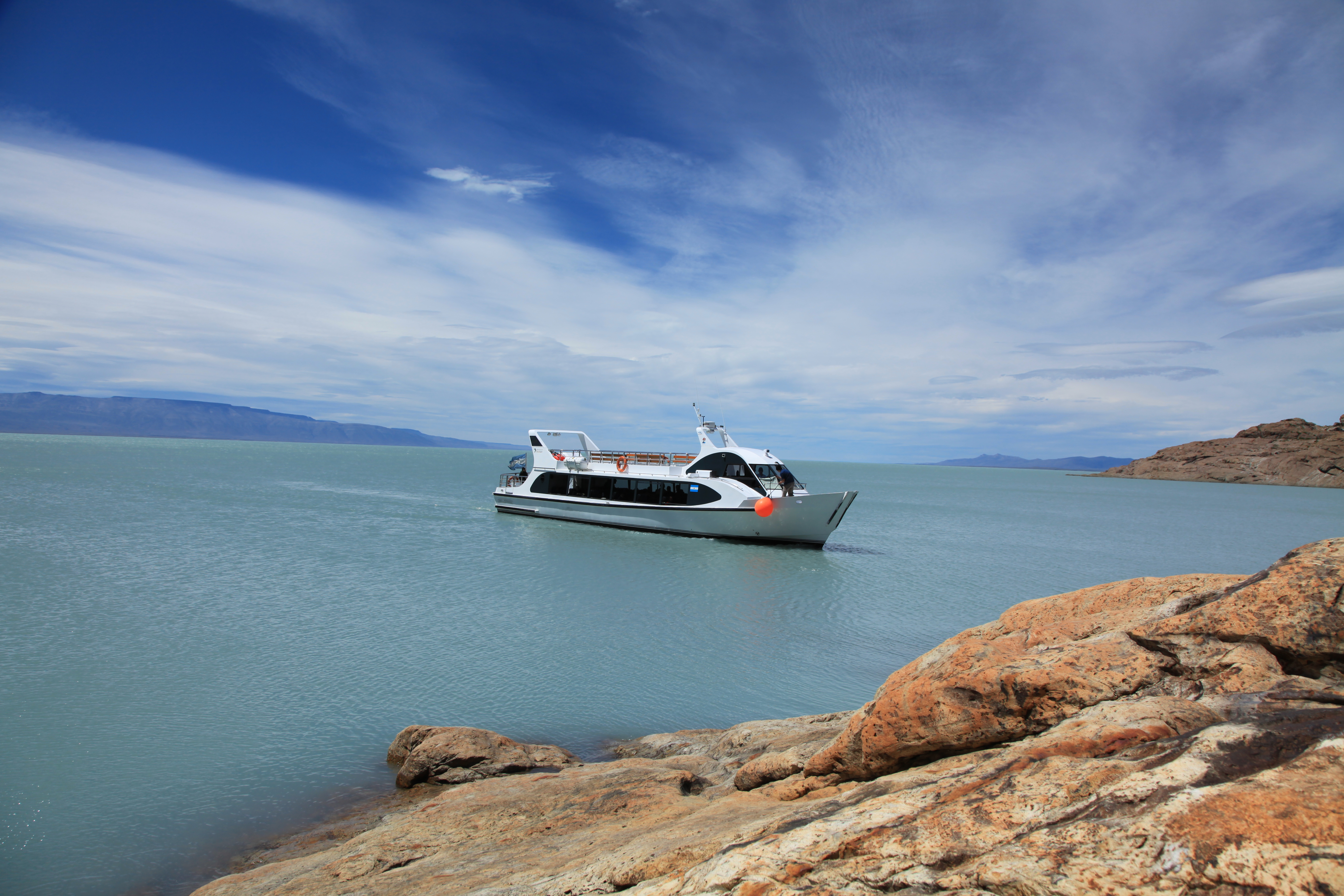
Lancha turística.
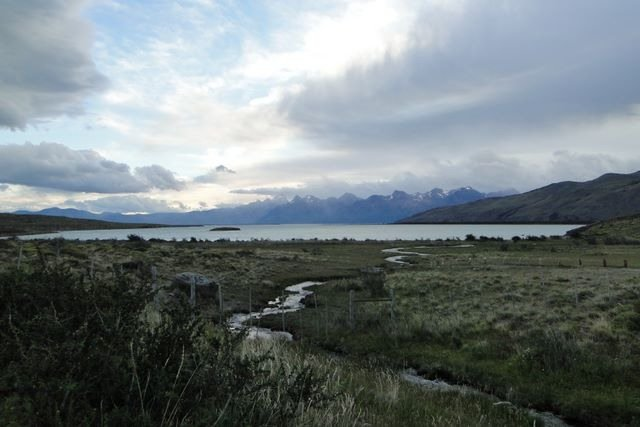
Vista del lago Viedma desde la orilla oeste.